# Kabinett Wenckheim

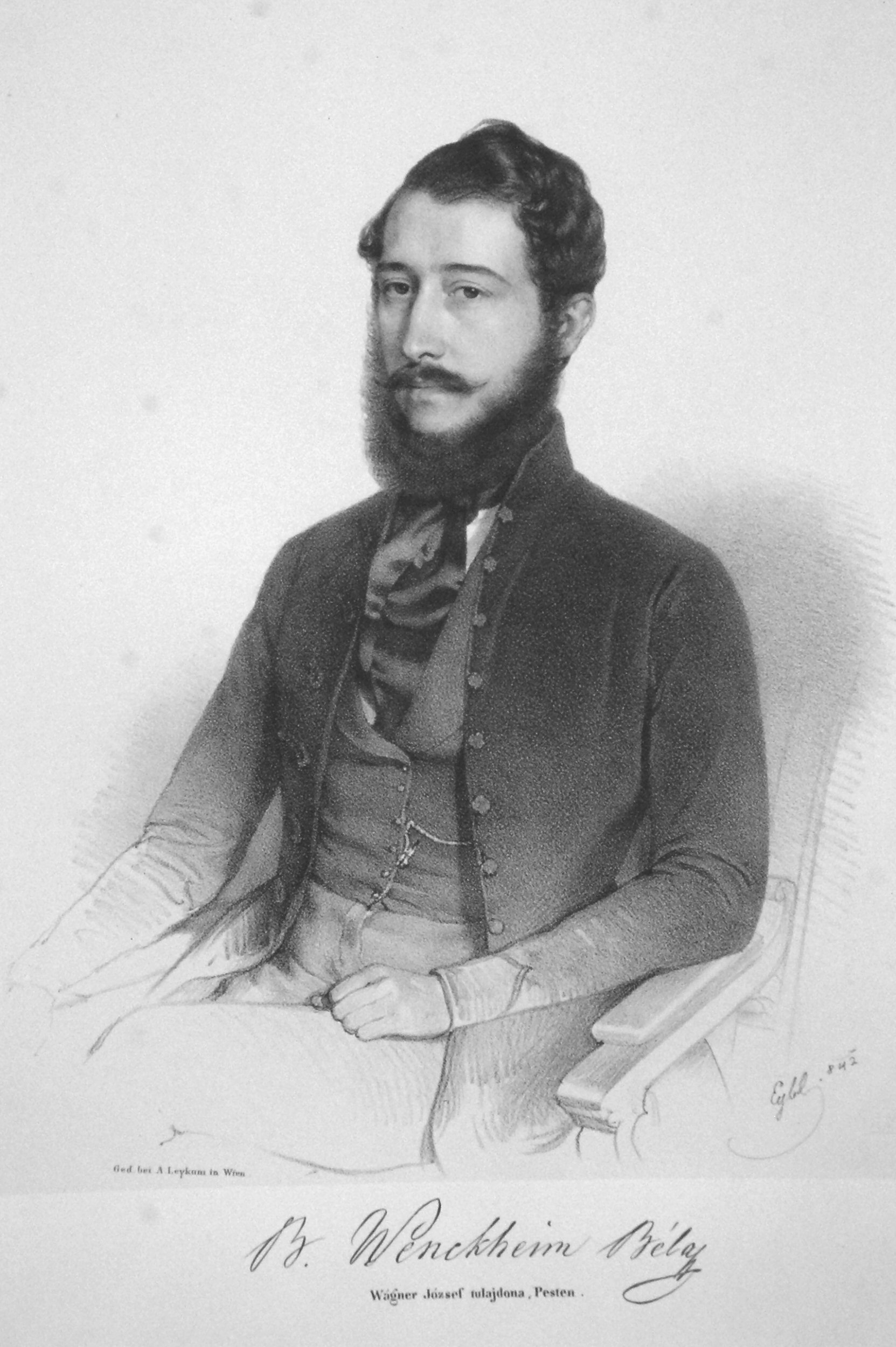
Béla Wenckheim

Das Kabinett Wenckheim war eine Übergangsregierung des Königreichs Ungarn im Jahr 1875. Sie wurde vom ungarischen Ministerpräsidenten Béla Wenckheim am 2. März 1875 gebildet und bestand bis 20. Oktober 1875.

## Minister
Parteien:
_ Liberale Partei (Szabadelvű Párt)
_ parteilos
| Amt                                                   | Amtsträger | Amtsträger        | Beginn der Amtszeit | Ende der Amtszeit |
| ----------------------------------------------------- | ---------- | ----------------- | ------------------- | ----------------- |
| Ministerpräsident, Minister am Allerhöchsten Hoflager |            | Béla Wenckheim    | 2. März 1875        | 20. Oktober 1875  |
| Justizminister                                        |            | Béla Perczel      | 2. März 1875        | 20. Oktober 1875  |
| Minister für Cultus und öffentlichen Unterricht       |            | Ágoston Trefort   | 2. März 1875        | 20. Oktober 1875  |
| Minister für öffentliche Arbeit und Communicationen   |            | Tamás Péchy       | 2. März 1875        | 20. Oktober 1875  |
| Minister für Landesverteidigung                       |            | Béla Szende       | 2. März 1875        | 20. Oktober 1875  |
| Minister des Innern                                   |            | Kálmán Tisza      | 2. März 1875        | 20. Oktober 1875  |
| Minister für Ackerbau, Gewerbe und Handel             |            | Lajos Simonyi     | 2. März 1875        | 20. Oktober 1875  |
| Finanzminister                                        |            | Kálmán Széll      | 2. März 1875        | 20. Oktober 1875  |
| Kroatisch-slawonisch-dalmatinischer Minister          |            | Péter Pejacsevich | 2. März 1875        | 20. Oktober 1875  |